# Braccio di Ferro vigile del fuoco
Braccio di Ferro vigile del fuoco (The Two-Alarm Fire) è un film del 1934 diretto da Dave Fleischer. È un cortometraggio d'animazione della serie Braccio di Ferro, uscito negli Stati Uniti il 26 ottobre 1934.

## Trama
Il Corpo dei Vigili del Fuoco Volontari comprende sia la "Compagnia C" che la "Compagnia D", formate rispettivamente solo da Bluto e Braccio di Ferro. Entrambi i pompieri cantano le loro abilità mentre si attaccano a vicenda. Nel frattempo, la grande casa di Olivia Oyl prende fuoco e lei alla fine si rifugia sul tetto; è una delle fiamme stesse ad attivare l'allarme che suona sia per la Compagnia C che per la D. Braccio di Ferro e Bluto portano i propri carri sul luogo dell'incendio, utilizzando idranti diversi per esercitarsi al tiro contro le fiamme. Invidioso del miglior successo di Braccio di Ferro, Bluto inizia una battaglia d'acqua, ma la perde presto. Quando Braccio di Ferro nota Olivia intrappolata sul tetto e cerca di raggiungerla usando la sua scala, viene sabotato dal suo concorrente e lasciato svenuto. Il tentativo di Bluto di salvare Olivia fallisce, finendo con i due intrappolati tra le fiamme e svenuti. Vedendo ciò, Braccio di Ferro mangia i suoi spinaci per arrampicarsi rapidamente e portare i due al sicuro. Rianima delicatamente Olivia e poi Bluto, che viene steso a pugni. Braccio di Ferro procede poi a spegnere l'incendio dai resti della casa di Olivia.

## Distribuzione

### Edizione italiana
L'unico doppiaggio italiano conosciuto fu realizzato dalla C.R.C. per la trasmissione del corto sulle reti Rai a metà anni 1990. Nella prima scena dell'incendio, per le urla di Olivia è stata mantenuto il sonoro originale, incluse le invocazioni di aiuto. Non essendo stata registrata una colonna internazionale, fu sostituita la musica presente durante i dialoghi.

### Edizioni home video
Il corto fu pubblicato in DVD-Video in America del Nord il 31 luglio 2007 nel secondo disco della raccolta Popeye the Sailor: Volume One.